# La Goitadora
La Goitadora és una muntanya de 1.429 metres que es troba al municipi de Viladrau, a la comarca d'Osona.